# Église Saint-Parres de Praslin
L'église Saint-Parres est une église située à Praslin, en France.

## Description

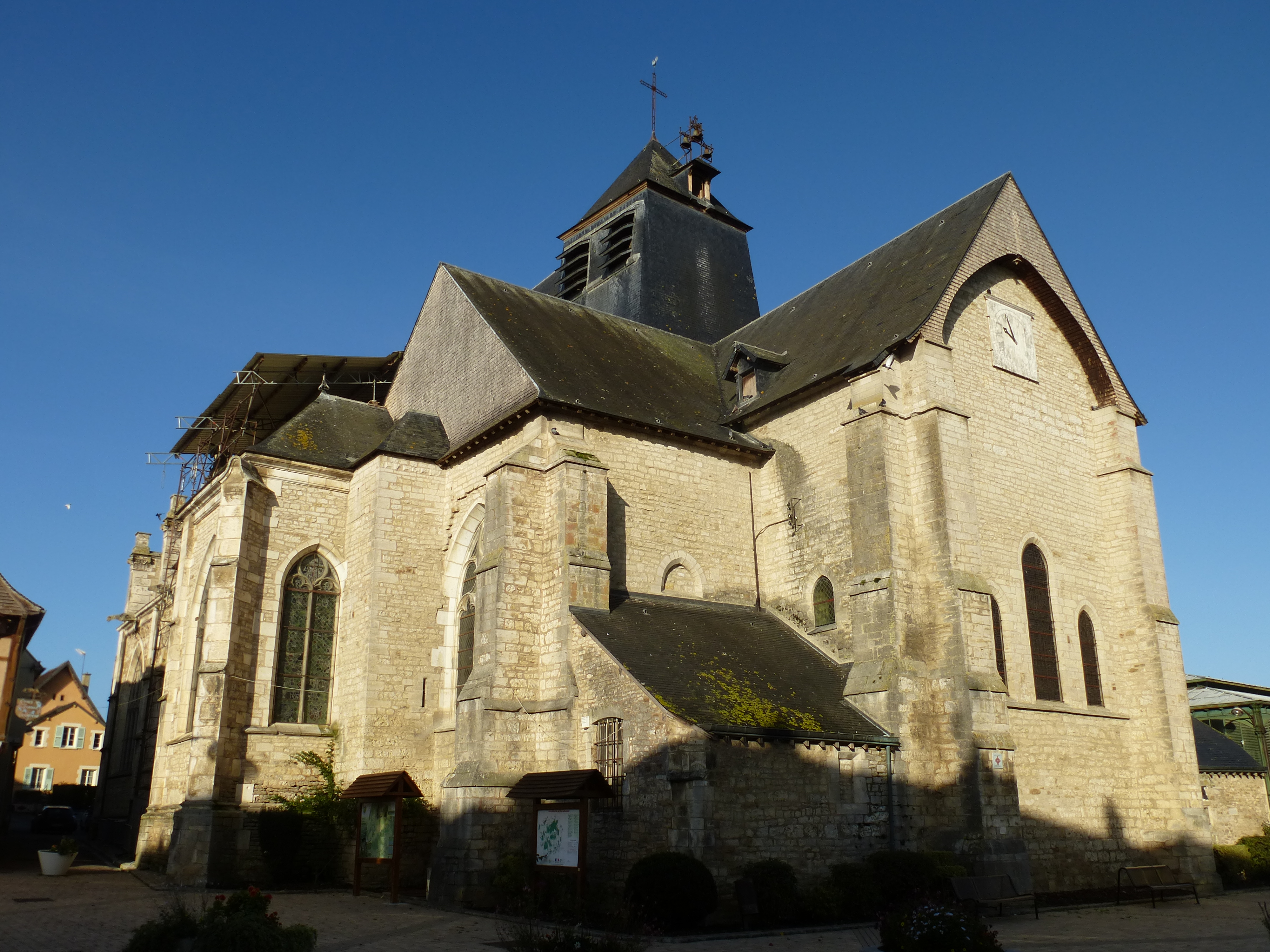
Vue de l'église.

Construite sur un plan de croix latine, elle a une abside à cinq pans, une nef voutée sur ogives. Son mobilier es constitué de  :
- Une statue de saint Jean-Baptiste[2] en calcaire badigeonné et doré, du XVIe siècle,
- Une statue de saint Sébastien[3],
- Un christ aux liens avec les instruments de la passion[4],
- Une pièta[5] en calcaire polychrome du XVIe siècle,
- Une Marie à l'enfant et oiseau[6] en calcaire polychrome XVe siècle.

## Localisation
L'église est située sur la commune de Praslin, dans le département français de l'Aube.

## Historique
La paroisse était à Lantages, l'église sous le vocable de Parre et date des XVIe siècle et XVIIIe siècle.
L'édifice est inscrit au titre des monuments historiques en 1926.